# Pitt Meadows—Maple Ridge—Mission
Pitt Meadows—Maple Ridge—Mission (initialement connue sous le nom de Dewdney—Alouette) est une ancienne circonscription électorale fédérale canadienne de la Colombie-Britannique, représentée de 1997 à 2015,.

## Circonscription fédérale
La circonscription se situait à l'ouest de la Colombie-Britannique et représentant les villes de Maple Ridge, Mission et Pitt Meadows.
Les circonscriptions limitrophes étaient Abbotsford, Chilliwack—Fraser Canyon, Fleetwood—Port Kells, Langley, Port Moody—Westwood—Port Coquitlam et West Vancouver—Sunshine Coast—Sea to Sky Country. 
Elle possédait une population de 120 662 personnes, dont 89 929 électeurs, sur une superficie de 2 758 km². 

## Résultats électoraux
|       | Candidat        | Parti        | # de voix | % des voix |
|       | (x) Randy Kamp  | Conservateur | +28 803,  | 54,34 %    |
|       | Mandeep Bhuller | Libéral      | +02 739,  | 5,17 %     |
|       | Craig Speirs    | NPD          | +18 835,  | 35,53 %    |
|       | Peter Tam       | Vert         | +02 629,  | 4,96 %     |
| Total | Total           | Total        | 53 006    | 100 %      |

|       | Candidat          | Parti        | # de voix | % des voix |
|       | (x) Randy Kamp    | Conservateur | +26 512,  | 51,81 %    |
|       | Dan Olson         | Libéral      | +03 394,  | 6,63 %     |
|       | Mike Bocking      | NPD          | +16 894,  | 33,01 %    |
|       | Mike Gildersleeve | Vert         | +03 833,  | 7,49 %     |
|       | Jeff Monds        | Libertarien  | +00300,   | 0,59 %     |
|       | Evans Nicholson   | Indépendant  | +00137,   | 0,27 %     |
|       | Chum Richardson   | Indépendant  | +00101,   | 0,2 %      |
| Total | Total             | Total        | 51 171    | 100 %      |

## Historique
La circonscription de Dewdney—Alouette est créée en 1996 avec des parties des circonscriptions de Fraser Valley East et Mission—Coquitlam. En 2003, une partie sert à créer la circonscription de Chilliwack—Fraser Canyon avant d'être renommée Pitt Meadows—Maple Ridge—Mission en 2004. Abolie lors du redécoupage de 2012, elle est redistribuée parmi Pitt Meadows—Maple Ridge et Mission—Matsqui—Fraser Canyon.
1. 1997-2004 — Grant McNally, PR et AC
2. 2004-2015 — Randy Kamp, PCC

- AC = Alliance canadienne
- PCC = Parti conservateur du Canada
- PR = Parti réformiste du Canada